# Boiscommun
Boiscommun település Franciaországban, Loiret megyében. Lakosainak száma 1142 fő (2022. január 1.). Boiscommun Saint-Michel, Batilly-en-Gâtinais, Montbarrois, Montliard, Nancray-sur-Rimarde, Nesploy, Nibelle és Saint-Loup-des-Vignes községekkel határos.

## Népesség
A település népességének változása:
| Lakosok száma | 658  | 807  | 923  | 1153 | 1124 | 1137 | 1140 | 1132 | 1125 | 1142 |
|               | 1968 | 1982 | 1990 | 2006 | 2013 | 2015 | 2017 | 2019 | 2020 | 2022 |